# Prawdziwy ból
Prawdziwy ból (ang. A Real Pain) – amerykańsko-polski komediodramat z 2024 w reżyserii Jessego Eisenberga, który również wystąpił w roli głównej wraz z Kieranem Culkinem. Współproducentkami filmu były m.in. Emma Stone i Ewa Puszczyńska.
Zdjęcia do filmu rozpoczęły się w marcu 2023 w Warszawie. Kręcono je także w Nowym Jorku, Lublinie, Radomiu i Krasnymstawie. Obraz miał światową premierę 20 stycznia 2024 na Sundance Film Festival, gdzie spotkał się z pozytywnym przyjęciem i pozyskał Searchlight Pictures jako dystrybutora.

## Fabuła
Nakręcona w konwencji filmu drogi historia dwóch kuzynów, Davida i Benjiego, toczy się w Polsce, dokąd główni bohaterowie wyruszają w poszukiwaniu swoich korzeni. W trakcie wyprawy spotykają na swej drodze przewodnika z Wielkiej Brytanii oraz grupę międzynarodowych turystów. Wspólnie z nimi podróżują po Warszawie, Lublinie i Majdanku, poznając historię Holocaustu.

## Obsada
- Jesse Eisenberg – David Kaplan
- Kieran Culkin – Benji Kaplan
- Will Sharpe – James
- Jennifer Grey – Marcia
- Kurt Egyiawan – Eloge
- Ellora Torchia – Priya
- Liza Sadovy – Diane
- Daniel Oreskes – Mark[6]